# Stanisław Turski (fotograf)
Stanisław Turski (ur. 1904, zm. 1989) – polski artysta fotograf, chemik, publicysta, wydawca. Członek rzeczywisty i członek honorowy Związku Polskich Artystów Fotografików. Członek Fotoklubu Wileńskiego. Członek Fotoklubu Polskiego. Senior Honorowy Polskiego Towarzystwa Fotograficznego. Mąż profesor Haliny Turskiej.

## Życiorys
Stanisław Turski związany z wileńskim środowiskiem fotograficznym – oprócz artystycznej działalności fotograficznej zajmował się publicystyką, był wydawcą (m.in.) ówczesnej specjalistycznej prasy fotograficznej – Przeglądu Fotograficznego, Fotografa Polskiego, Almanachu Fotografiki Wileńskiej oraz kolejnych edycji Almanachu Fotografiki Polskiej, wydanych w latach międzywojennych (1934–1937). Prowadził własną drukarnię o nazwie Grafika w Wilnie.  
Stanisław Turski był autorem i współautorem wystaw fotograficznych, których prezentacja w zdecydowanej większości miała miejsce w okresie międzywojennym. Po raz pierwszy wystawił swoje fotografie na warszawskim I Międzynarodowym Salonie Fotografiki w 1927 roku. W 1928 roku został członkiem Fotoklubu Wileńskiego, powstałego na bazie Wileńskiego Towarzystwa Miłośników Fotografii z inicjatywy Jana Bułhaka. W 1935 roku otrzymał tytuł Seniora Honorowego – tytuł przyznany przez Polskie Towarzystwo Fotograficzne. W 1937 roku został przyjęty w poczet członków Fotoklubu Polskiego. W tym czasie był redaktorem prowadzącym Przeglądu Fotograficznego oraz w latach 1938–1939 redaktorem prowadzącym Fotografa Polskiego.
W 1950 roku został przyjęty w poczet członków Związku Polskich Artystów Fotografików (legitymacja nr 069), w czasie późniejszym otrzymał tytuł członka honorowego ZPAF.

## Ordery i odznaczenia
- Złoty Krzyż Zasługi (31 stycznia 1939)[7]